# De Bestseller 60
De Bestseller 60 is een wekelijkse lijst van de volgens de Stichting Collectieve Propaganda van het Nederlandse Boek (CPNB) bestverkochte Nederlandstalige boeken in Nederland. De CPNB publiceert de lijst elke woensdag sinds de vijfde week van 2003 op basis van door de Stichting Marktonderzoek Boekenvak / GfK Benelux Marketing Services verzamelde verkoopgegevens van zo'n negenhonderd Nederlandse boekwinkels van de voorafgaande week. Naast die algemene lijst brengt CPNB vijf genrelijsten in evenveel categorieën (fictie, non-fictie, spanning, jeugd en culinair) uit.
De top tien wordt elke week gepubliceerd in enkele Nederlandse landelijke papieren uitgaven.

## Geschiedenis
Eerder had CPNB vanaf januari 1999 de Boekmonitor, een database waarin wekelijks boekverkopen werden bijgehouden door boekwinkels die goed waren voor een derde van het totaal aantal verkochte boeken. Deze database had als doel de invloed van CPNB-campagnes als de Boekenweek en Kinderboekenweek inzichtelijk te maken. De daaruit gevormde top 100-lijst werd naar de boekhandels gestuurd en kon voor 250 gulden per maand ook gekocht worden door uitgevers. Omdat de lijst succesvol bleek, werd in 2003 gestart met een publieke lijst, de Bestseller 60. De specifieke lengte van zestig boeken werd gekozen om zich te onderscheiden van andere (muziek)hitlijsten. Primair waren de Bestsellerlijsten, net als de top 100-lijst van de Boekmonitor, bedoeld voor boekwinkels om klanten te informeren en te beïnvloeden. Na anderhalf jaar verdween de papieren lijst en werd deze enkel nog digitaal uitgebracht, standaard op woensdagmiddag rond 12 uur.
De langst genoteerde nummer 1-titel is De Da Vinci code, dat 44 weken op nummer 1 stond. In december 2021 werd Berthold Gunster de eerste schrijver met een boek dat 250 weken in de lijst stond, overigens niet onafgebroken. Hij deed dit met zijn boek Omdenken.
Op 2 november 2022 kwam het boek Money Planner van schrijfster Renée Lamboo uit het niets binnen op de eerste plek. Na een anonieme klacht werd het boek van de lijst verbannen, omdat CPNB naar aanleiding van de klacht ook vond dat het te weinig tekst bevat en meer een invulboek is en daarom geen recht heeft op een plek in de lijst.

## Achtergrond
De bestverkochte boeken worden iedere dinsdagmiddag aangeleverd als top 1000, waarna CPNB er redactie op pleegt. Zo worden onder andere tijdschriften, woorden-, strip-, doe- en invulboeken niet vermeld in de lijst. Werken die goedkoper zijn dan €3,50 of maar bij één retailkanaal, -groep of verkooppunt verkrijgbaar zijn, worden ook niet meegenomen in de lijst. Exacte verkoopaantallen worden niet vrijgegeven, wel is de top 1000-lijst voorzien van indexcijfers die aangeven hoe het aantal verkochte exemplaren van een bepaald boek zich verhoudt tot het verkoopcijfer van het bestverkochte boek van die week.
Alleen bij de jaarlijkse top 100 die uitkomt in januari worden de exacte verkoopcijfers van de drie bestverkochte boeken bekendgemaakt, de andere boeken worden voorzien van een indicatie (bijv. 25 tot 30 duizend). Volgens de Volkskrant maakt een boek dat in een week 7500 keer verkocht is een goede kans om op de eerste plek terecht te komen. Vanwege praktische redenen doen e-boeken (anno 2018) niet mee in de wekelijkse lijst, maar wel in de jaarlijkse lijst.
Met name kleinere boekhandels baseren hun inkoopstrategie op de Bestseller 60.